# 色喀古托寺
色喀古托寺，位于中國西藏自治区山南市洛扎县色乡，是一座藏传佛教格鲁派寺院。

## 历史
色喀古托寺位于山南市洛扎县色乡政府所在地以南约600米处，海拔3700米。该寺原为噶举派寺院，后来改宗格鲁派。
传说11世纪时，大译师玛尔巴出资，命弟子米拉日巴兴建碉楼，米拉日巴修筑了“色喀古托”（意为“九层公子堡”）以及碉楼下面的噶哇久尼殿（意为“十二柱殿”）。16世纪上半叶，噶举派学者巴卧·祖拉陈瓦大规模维修并扩建该寺，形成了如今的规模。据说，扩建成的杜康大殿的壁画便是巴卧·祖拉陈瓦亲手绘制。
五世达赖时期，噶厦规定藏历每一绕迥对该寺进行一次维修。1944年，桑珠寺的活佛主持了噶厦对该寺的最后一次维修。此次维修后，色喀古托寺改宗格鲁派，开始以格鲁派教法为主。
21世纪初，政府拨款重修该寺。此次维修工程是中华人民共和国成立后该寺规模最大的一次维修工程。

## 建筑
“色喀古托”碉共分九层。一、二层为地下室及储藏室；三、四、五、六、七层是原先的建筑，八、九层是1985年重建。除了一、二两层之外，各层均供奉着佛像。各层面积的三分之一是楼梯部分，楼梯道左右交错。
杜康大殿位于色喀古托碉的西侧，传说是16世纪上半叶由巴卧·祖拉陈瓦所建。杜康大殿前面有二柱回廊。不计回廊为30柱经堂，经堂四壁绘有壁画。经堂后面为4柱佛殿，佛殿西侧有一间两柱的密宗殿，其内塑有各类密宗神像，神像高2.4米左右，大多面目狰狞，血口獠牙，披着人皮或者兽皮，挂饰着人头等等。杜康大殿二层是僧舍与库房等。